# Notholaena squamosa
Notholaena squamosa är en kantbräkenväxtart som beskrevs av Fée. Notholaena squamosa ingår i släktet Notholaena och familjen Pteridaceae. Inga underarter finns listade.